# 季歴
季歴（きれき、生没年不詳）は、中国殷の時代の周の首長。公季とも言う。古公亶父の三男。太任をめとる。西伯昌（後の文王）・虢仲・虢叔・潘季孫の父。孫の武王によって追尊され、王季と称された。

## 文献資料における季歴
古公亶父には季歴のほかに長男の太伯・次男の虞仲という息子がいた。三男の季歴の子の昌が生まれた際に様々な瑞祥が起きたので、古公亶父は「わが子孫で栄えるものがあるとすれば、それは昌の子孫であろうか」と述べていた。古公亶父が季歴に後を継がせたいと思っていたことを察した太伯と虞仲は季歴に後を継がせるために自ら出奔し、南で呉を創始した。
季歴は古公亶父の跡を継ぎ、その政治姿勢を受け継いで正義を行ったので、諸侯はこれに従った。後に殷の文武丁に監禁され餓死した。

## 甲骨文における季歴
殷墟甲骨文には記録がないが、西周早期の周公廟甲骨文には王季に対する祭祀の記録が存在する。